# Pável Antípov
Pável Valérievich Antípov (en ruso, Павел Валерьевич Антипов, Kazán, Tatarstán, 19 de septiembre de 1991) es un baloncestista ruso que pertenece a la plantilla del Nizhni Nóvgorod de la VTB United League. Con 2,04 metros de estatura, juega en la posición de alero.

## Trayectoria deportiva

### Profesional
Comenzó su andadura profesional en el CSK VVS Samara, donde compaginó su estancia en su segundo equipo con apariciones esporádicas en el primero. En 2009 fichó por el BC Spartak de San Petersburgo para jugar también con el segundo equipo, siendo cedido al año siguiente al Nizhni Nóvgorod, donde apenas tuvo minutos de juego.
Al año siguiente regresó al Spartak, ya en el primer equipo, promediando 2,5 puntos y 1,7 rebotes por partido. En 2012 fichó por dos temporadas con el UNICS Kazán, promediando en la última de ellas 6,1 puntos y 2,7 rebotes por partido.
En julio de 2015 firmó con el BC Zenit San Petersburgo, donde en su única temporada en el equipo promedió 7,3 puntos y 3,4 rebotes por encuentro. En junio de 2016 retorna al UNICS Kazán.
En la temporada 2021-22, firma por el Nizhni Nóvgorod de la VTB United League.

### Selección nacional
Antípov participó con la selección rusa en sus categorías inferiores, logrando la medalla de oro en la Universiada de 2013 y la de bronce en la de 2015.